# Eduard Gerhard

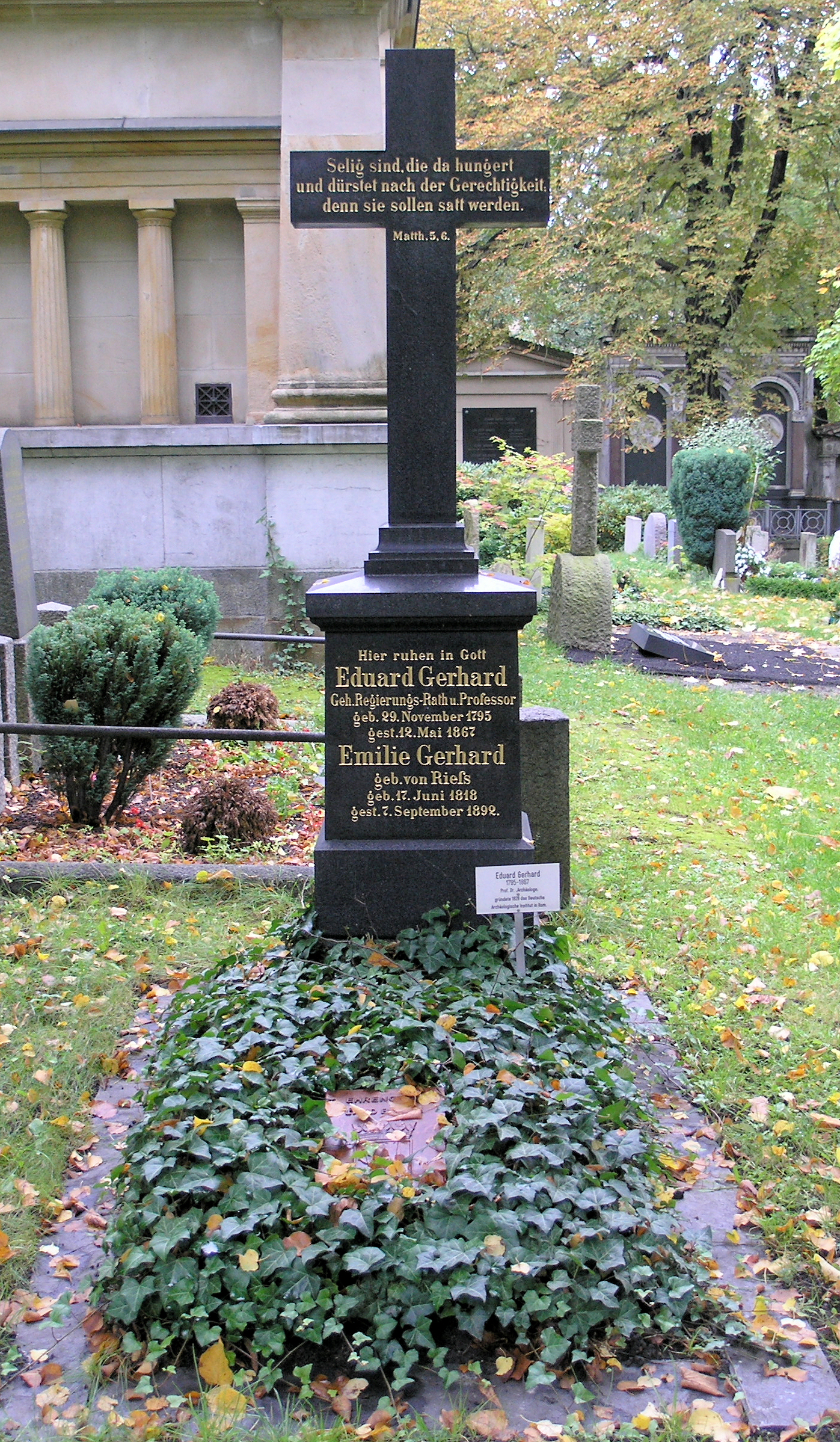
Stèle funéraire au n° de Grossgörschen-straße, à Berlin-Schöneberg.

Friedrich Wilhelm Eduard Gerhard (né le 29 novembre 1795 à Posen, mort le 12 mai 1867 à Berlin) est un archéologue prussien. On lui doit une classification systématique des monuments de l'Antiquité. Il a largement contribué à faire de l'archéologie gréco-romaine une science à part entière.

## Biographie
Gerhard était le fils du conseiller aux affaires juridiques David Friedrich Gerhard (1768-1829). Il passa la plus grande partie de sa jeunesse à Breslau, dont il fréquenta l'Université à partir de 1812, et où il commença des études de théologie avant de se consacrer pour de bon à la philologie classique. Il rejoignit en 1814 les bancs de l’Université de Berlin, pour y suivre les cours d'August Böckh. Il soutint sa thèse, consacrée à Apollonios de Rhodes, en juillet 1814. De retour à Breslau, il y soutint son habilitation en 1816. Il obtint un poste de professeur au lycée de Posen à la fin de la même année, mais dut démissionner deux ans plus tard par suite d'une inflammation oculaire.
Gerhard voyagea pour la première fois à travers l'Italie en 1820-21. Il accomplit un second voyage de 1822 à 1826, grâce à une bourse du gouvernement prussien. Il y partageait son temps entre les recherches archéologiques et la reconstitution de la topographie de l'ancienne Rome, contribuant d'ailleurs à la Description de la Rome antique dirigée par l'historien Barthold Georg Niebuhr : il envisageait la reconstitution systématique des monuments connus par une description ou des dessins. Son dernier voyage en Italie, toujours financé par l’État prussien, se déroula de 1828 à 1832. En 1829, avec d'autres chercheurs et l'appui du prince-héritier, il fonda à Rome l’Istituto di Corrispondenza Archeologica, qui deviendra par la suite l'Institut archéologique allemand . Gerhard se consacra désormais à l'étude des  peintures sur vase antiques.
De retour à Berlin en 1832, il fut nommé archéologue au Musée Royal de Berlin. En 1836 il était conservateur du département des céramiques antiques, en 1855 directeur du  département des sculptures et moulages antiques. Depuis 1835, Gerhard était membre titulaire de l’Académie royale des sciences de Prusse , et depuis 1844 professeur titulaire de l'Université de Berlin. Pour populariser l'archéologie, il créa en 1841 la Société archéologique de Berlin.
On doit surtout à Gerhard un catalogue et une classification systématique des monuments de l'Antiquité. Il a largement contribué à faire de l'archéologie gréco-romaine une science à part entière ; parmi ses étudiants les plus connus, on trouve Otto Jahn, Ernst Curtius et Alexander Conze.
Eduard Gerhard fut inhumé au vieux temple Saint-Mathieu à Berlin-Schöneberg, au n°12-14 de la Grossgörschen-Strasse. Ce sont les autorités de la région de Berlin qui en ont fait graver l'épitaphe.

## Œuvres
Parmi les nombreux écrits de Gerhard, il y a lieu de mentionner ses catalogues d’œuvres :
- Antike Bildwerke, Stuttgart 1827-1844, avec 140 planches gravées et une annexe consacrée aux mystères grecs (Stuttgart 1839)
- Auserlesene griechische Vasenbilder, Berlin 1839-1858, 4 vol. et 330 planches gravées
- Etruskische Spiegel, Berlin 1843-1868, en 4 vol. et 360 tableaux ; avec une continuation d'Adolf Klügmann et Gustav Körte (1884 etc.)